# Mai fidarsi di mia madre
Mai fidarsi di mia madre (The Wrong Mommy) è un film televisivo del 2019, ventesimo film della serie The Wrong, prodotti da Vivica A. Fox e diretti da David DeCoteau. Il film, realizzato per la rete televisiva Lifetime, vede nel cast la presenza di Jessica Morris, Ashlynn Yennie, Dee Wallace, Jared Scott e Eric Roberts e Dominique Swain.

## Trama
Una notte una persona incappucciata cammina intorno a una casa, posizionando delle telecamere nel giardino. Nel tragitto si sofferma ad osservare la famiglia che dorme ignara della sua presenza, finché allontanandosi si nota che si tratta di una donna dai capelli castani.
Al mattino la famiglia si risveglia e Melanie si assicura che la figlia Tina sia pronta per la giornata a scuola, sebbene quest'ultima non sia molto interessata agli studi. Il marito Alex discute con la moglie su chi debba andare a prendere la figlia a scuola al termine delle lezioni, essendo un uomo molto impegnato sul lavoro. Melanie chiama quindi la madre, Carol, che tuttavia non vuole prendersi la responsabilità della nipote poiché sta per partire per una crociera di dieci giorni.
Melanie, uscita per andare al lavoro, viene seguita dalla donna dai capelli castani che si aggirava nella notte attorno alla casa. Giunta sul posto di lavoro Melanie viene convocata dalla sua dirigente, Samantha, decisa a darle una promozione concedendole un ufficio privato, un aumento di stipendio e l'assunzione di un'assistente personale. La signora dai capelli castani intercetta ed ascolta l'intera conversazione e si dirige subito alle risorse umane. In questo modo la donna, il cui nome si scopre sia Phoebe, si presenta al colloquio e racconta alla receptionist bugie sulle altre candidate per saltare la fila e mettere in cattiva luce Melanie per aver favorito alcune candidate. Nel corso del colloquio con Melanie, Phoebe sottolinea che è nuova nella sua posizione, propinando in un discorso di emancipazione femminile nel mondo del lavoro e di sentire verso Melanie un senso di sorellanza.
Melanie torna da Samantha, riferendole che avrebbe intenzioni di assumere Phoebe, ma la dirigente chiede di controllarne le referenze. Melanie chiama quindi il numero di Kellyanne, lasciatole da Phoebe come riferimento ai suoi precedenti lavori. Nel corso della telefonata Kellyanne è seduta accanto a Phoebe, che sembra costringerla a fare questo favore, mentendo a Melanie, ottenendo così il lavoro. Nella prima giornata di lavoro di Phoebe arriva Roger, nuovo cliente dell'azienda, con cui inizia a flirtare in modo provocatorio, creando scalpore e imbarazzo in ufficio. Melanie si vede quindi costretta a richiamare la sua assistente, sottolineando che altrimenti i colleghi potrebbero farsi un'idea sbagliata sulla sua persona. Phoebe si arrabbia, ma prima di oltrepassare il limite, si scusa con Melanie, invitandola a bere qualcosa assieme a fine giornata.
Durante l'aperitivo, Melanie si lascia trasportare dalla fiducia che trasmette Phoebe e le confida che sta cercando di rafforzare la sua amicizia con Barbara, potenziale cliente e finanziatore dell'azienda, precedentemente conosciuta al college. Melanie lascia inoltre trapelare che all'epoca aveva baciato il ragazzo di Barbara, ma la cosa era un segreto mai trapelato. Phoebe promette di lasciare che quanto accaduto al college rimanga tale. Tuttavia mentre se ne vanno, Phoebe prende il telefono di Melanie, in modo da avere un motivo per seguirla a casa e conoscere la sua famiglia. Giunta a casa di Melanie, Phoebe cerca di flirtare con Alex, il quale si imbarazza per la situazione.
Qualche giorno più tardi Melanie e Alex festeggiano il loro anniversario e Phoebe convince la coppia a farle fare da babysitter a Tina. Quando arriva la sera, Phoebe viene accolta nella casa dal marito, al quale fa il nodo alla cravatta, massaggiandogli il collo. Melanie scende le scale ed è sconvolta quando vede l'approccio di Phoebe, ma cerca di essere professionale, sebbene poi rimproveri Alex di essere cascato nelle avance della sua assistente. Nel corso della serata, Phoebe convince Tina a farsi chiamare mamma e, quando questa si addormenta, si dirige nella camere dei genitori accarezzando i vestiti della coppia.
Il giorno dopo in ufficio, Roger invita Phoebe nel suo ufficio inviandole sul cellulare un'immagine pornografica. Phoebe, dopo aver indossato un paio di guanti in pelle nere, entra nell'ufficio e con una scusa si posizione dietro di lui, strangolandolo con un nastro rosso.
Il giorno seguente Phoebe si autoinvita alla festa di compleanno di Tina, sebbene Melanie non si senta al sicuro per i tentativi di approccio che ha avuto verso il marito. Phoebe fa incontrare Tina con un altro ragazzo alla festa, facendo scattare un bacio fra i due al momento della presentazione della torta, facendo rimanere Melanie sbigottita. Per questo motivo chiede al Phoebe che il loro rapporto torni ad essere quello lavorativo, allontanandola dalla festa. Nello stesso momento due colleghi si avvicinano a Melanie, raccontandole che Roger è morto per asfissia.
La mattina seguente Melanie si presenta in ritardo ad una riunione con la sua dirigente, venendo rimproverata, mente Phoebe riceve gli elogi dai presenti per aver lavorato sodo. Tornata nel proprio ufficio Melanie convoca Phoebe, riferendole di aver scoperto che il lavoro presentato lo avesse in realtà rubato alla collega Laura e che l'avesse intenzionalmente fatta arrivare in ritardo alla riunione, licenziandola. Phoebe, in preda all'ira, sentenzia che Melanie  sia solo gelosa del suo modo di operare e che sarebbe in grado di rubarle il marito e la figlia, in quanto entrambi la preferiscono a lei. Melanie spaventata la minaccia di chiamare la polizia se non se ne fosse andata dell'edificio.
Nei giorni seguenti salta il contratto con Barbara perché è venuta a sapere dei fatti avvenuti al college e Melanie scopre le telecamere in giardino. Contemporaneamente la dirigente Samantha riassume Phoebe, sconcertata dal quanto accaduto con Barbara e dei comportamenti isterici di Melanie. Melanie e Phoebe litigano duramente, tanto che quest'ultima afferma che se potesse la ucciderebbe. Melanie decide quindi di licenziarsi, non prima di avvisare i colleghi Jason e Laura di stare attenti delle possibili intenzioni omicide di Phoebe. Intimorito, Jason cerca informazioni sulla donna, scoprendo che in realtà si chiami Lisa Nolan e che è stata internata in un centro di cura per problemi mentali, raccontandolo immediatamente a Laura. Nella notte Jason viene pugnalato da Phoebe nella sua casa.
Il giorno dopo, al lavoro, Laura racconta a Melanie quanto hanno scoperto su Phoebe. Melanie decide quindi di richiamare l'unico contatto lasciatole da Phoebe, Kellyanne, ma non ottenendo risposta, si reca all'istituto di cura mentale, dove scopre vivere anche Kellyanne. Chiedendole di Lisa Nolan non ottiene ulteriori informazioni, venendo cacciata dall'istituto poiché non ha il diritto di permanervi. Appare quindi Lisa e parla con Kellyanne di quanto sta accadendo, uccidendola alla fine del dialogo. Melanie decide quindi di mettersi in contatto con il responsabile della libertà vigilata di Lisa, scoprendo che è stata arrestata per aggressione ma che in quel momento non può riaccadere non avendo prove sufficienti.
La madre di Melanie, Carol, rientra in casa dopo la crociera e trova Lisa che la stordisce con del cloroformio. Lisa telefona a Melanie, dicendole di avere in ostaggio la loro madre e di aver intenzione di prendere il controllo della sua vita, spingendo Melanie a tornare dalla sua famiglia in preda al terrore. Entrata in casa trova Lisa in soggiorno con il marito e la figlia e, dopo averli fatti uscire di casa con una scusa, Lisa inveisce contro Melanie sul fatto che prenderà il suo posto per avere finalmente la vita che non ha mai avuto, estraendo una pistola. Lisa continua a confabulare che in ogni caso le avrebbero creduto che si fosse difesa legittimamente perché tutti, dal suo capo a suo marito, sapevano che Melanie era gelosa di lei. Prima di sparare sentenzia di aver ucciso Carol, mentendo, poiché quest'ultima appare alle spalle di Lisa colpendola con una mazza.
Con l'arrivo della polizia, Carol spiega a Melanie che Lisa era sua figlia, ma che per i disturbi comportamentali e della personalità, l'aveva abbandonata alla casa di cura mentale.

## Personaggi

### Principali
- Melanie, interpretata da Jessica Morris, donna in carriera, ha difficoltà a conciliare la vita famigliare con il lavoro;
- Phoebe/Lisa, interpretata da Ashlynn Yennie, nuova assistente di Melanie dal passato oscuro;
- Samantha, interpretata da Vivica A. Fox, è la dirigente aziendale di Melanie;
- Alex, interpretata da Jason-Shane Scott, uomo d'affari e marito di Melanie;
- Tina, interpretata da Jillian Spitz, è la figlia di Melanie e Alex;
- Carol, interpretata da Dee Wallace; è la madre di Melanie
- Laura, interpretata da Ciarra Carter, è una collega di Melanie e Jason;
- Jason, interpretato da Jared Scott, è un collega di Melanie e Laura;
- Roger, interpretata da Eric Roberts, è un facoltoso cliente dell'azienda di Samantha;
- Kellyanne, interpretata da Dominique Swain, è un'amica di Phoebe/Lisa, che soffre di disturbi psichici;

### Secondari
- Barbara, interpretata da Carmel Fisher, è un'amica e cliente di Melanie;
- Delores, interpretata da Hayley O'Connor, segretaria dell'ufficio;
- Francis, interpretata da MaryAnn DiPietro, è un'impiegata dell'ufficio;
- Agente di polizia, interpretata da Lisa Catara, è la responsabile della libertà vigilata di Lisa;

## Versioni alternative
Una versione del film con un finale alternativo è stata trasmessa sempre nel luglio 2019 col titolo The Wrong Mommy: The Playdate.